# Leslie Hill (Livingston-Insel)
Der Leslie Hill ist ein rund 530 m hoher Hügel auf der Livingston-Insel im Archipel der Südlichen Shetlandinseln. Er ragt nördlich des Mount Bowles im östlichen Teil der Insel auf.
Das UK Antarctic Place-Names Committee benannte ihn 1958 nach David Leslie, Kapitän der Brigg Gleaner aus New Bedford, Massachusetts, zur Robbenjagd auf den Südlichen Shetlandinseln zwischen 1820 und 1821.